# Berszten II
Berszten II – polski herb szlachecki, odmiana herbu Berszten, z nobilitacji.

## Opis herbu
W polu czerwonym nad palisadą złotą dwa koła złote.
W klejnocie nad hełmem w koronie dwa skrzydła orle srebrne.

## Historia herbu
Nadany w 1563 roku Janowi Wierzchlejskiemu.

## Herbowni
Klem, Klema, Wierzchlejski – Wierzchleyski.